# José Santa
Pour les articles homonymes, voir Santa.
José Santa, né le 12 septembre 1970 à Pereira (Colombie), est un footballeur colombien, qui évoluait au poste de défenseur droit à l'Atlético Nacional ainsi qu'en équipe de Colombie.
Santa ne marque aucun but lors de ses vingt-cinq sélections avec l'équipe de Colombie entre 1985 et 1998. Il participe à la coupe du monde de football en 1998 et à la Copa América en 1995 et 1997 avec la Colombie.

## Carrière
- 1988-1998 : Atlético Nacional [1]

## Palmarès

### En équipe nationale
- 25 sélections et 0 but avec l'équipe de Colombie entre 1995 et 1998.
- Troisième de la Copa América 1995.
- Quart-de-finaliste de la Copa América 1997.
- Participe au premier tour de la coupe du monde 1998.

### Avec l'Atlético Nacional
- Vainqueur de la Copa Libertadores en 1989.
- Vainqueur de la Copa Interamericana en 1990 et 1997.
- Vainqueur de la Copa Merconorte en 1998.
- Vainqueur du Championnat de Colombie de football en 1991 et 1994.
- Finaliste de la Copa Libertadores en 1995.